# Pseudauchenipterus nodosus
O carataí (Pseudauchenipterus nodosus) é uma espécie de peixe teleósteo siluriforme da família dos auquenipterídeos. Tais peixes medem até 15 cm de comprimento. São conehcidos pelos nomes populares de caravataí, garavataí, gravataí, papista e peixe-cachorro.